# 劇場版 優しいスピッツ a secret session in Obihiro
『劇場版 優しいスピッツ a secret session in Obihiro』は、日本のロックバンド・スピッツのライブDVD & Blu-ray。2024年6月19日にユニバーサルミュージックより発売。

## 概要
- 2023年に映画館にて上映された「劇場版 優しいスピッツ a secret session in Obihiro」の映像作品 (監督は松井大悟)。舞台は北海道・帯広にある旧双葉幼稚園園舎。
- Blu-rayとDVDの2形態で発売。
- 劇場内のセッション音源全15曲を収録したCD・旧双葉幼稚園園舎を再現したペーパークラフトが付属。
- UNIVERSAL MUSIC STOREで2024年4月3日～4月25日まで期間限定販売された。
- Blu-rayのみ、5.1chサラウンドに加え、ドルビーアトモスでも楽しめる。
- 三方背ケース入りデジトレイ仕様

## 収録曲 (Blu-ray)
Blu-ray
1. 劇場版 優しいスピッツ a secret session in Obihiro
2. 優しいスピッツ a secret session in Obihiro 撮影記録

CD
1. つぐみ
2. 冷たい頬
3. ハヤテ
4. 今
5. Holiday
6. 空も飛べるはず
7. 漣
8. 優しいあの子
9. 夕焼け
10. 雪風
11. 大好物
12. 未来コオロギ
13. ガーベラ
14. 名前をつけてやる
15. 運命の人

## 収録曲 (DVD)
DVD Disc 1
1. 劇場版 優しいスピッツ a secret session in Obihiro

DVD Disc 2
1. 優しいスピッツ a secret session in Obihiro 撮影記録

CD
1. つぐみ
2. 冷たい頬
3. ハヤテ
4. 今
5. Holiday
6. 空も飛べるはず
7. 漣
8. 優しいあの子
9. 夕焼け
10. 雪風
11. 大好物
12. 未来コオロギ
13. ガーベラ
14. 名前をつけてやる
15. 運命の人

## 参加ミュージシャン
- スピッツ
  - 草野マサムネ - vocal, guitar, percussion
  - 三輪テツヤ - guitar, background vocal
  - 田村明浩 - bass, mandorin, background vocal
  - 﨑山龍男 - drums, djambe, background vocal
- クジヒロコ - keybords, flute, background vocal